# Cmentarz wojenny nr 362 – Szczyrzyc
Cmentarz wojenny nr 362 – Szczyrzyc – cmentarz wojenny z okresu I wojny światowej znajdujący się w miejscowości Szczyrzyc, w gminie Jodłownik, powiecie limanowskim, województwie małopolskim. Należy do okręgu X (Limanowa) Oddziału Grobów Wojennych C. i K. Komendantury Wojskowej w Krakowie. Jest jednym z 400 cmentarzy tego oddziału, z tego w okręgu limanowskim jest ich 36.

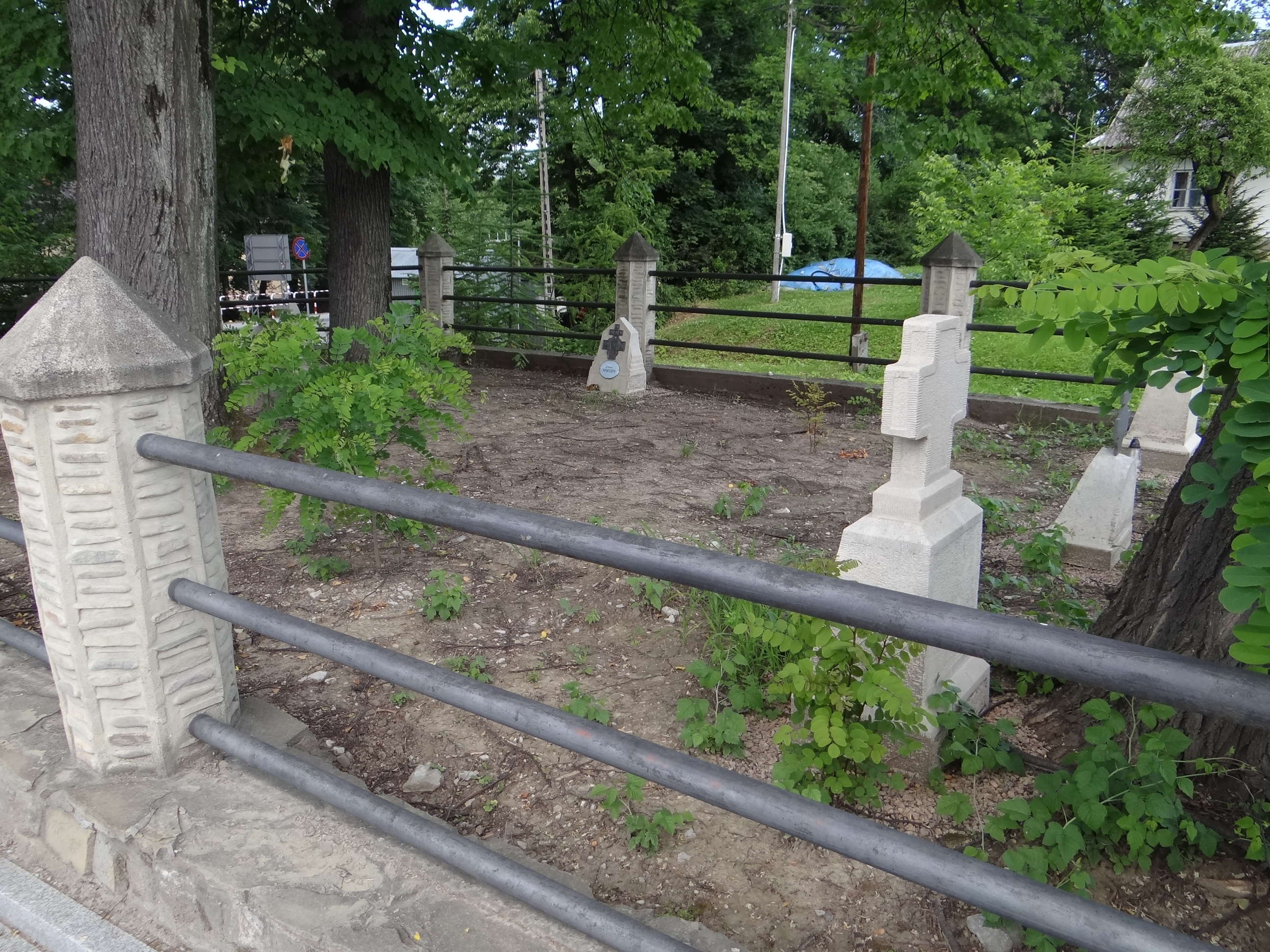
Ogólny widok cmentarza

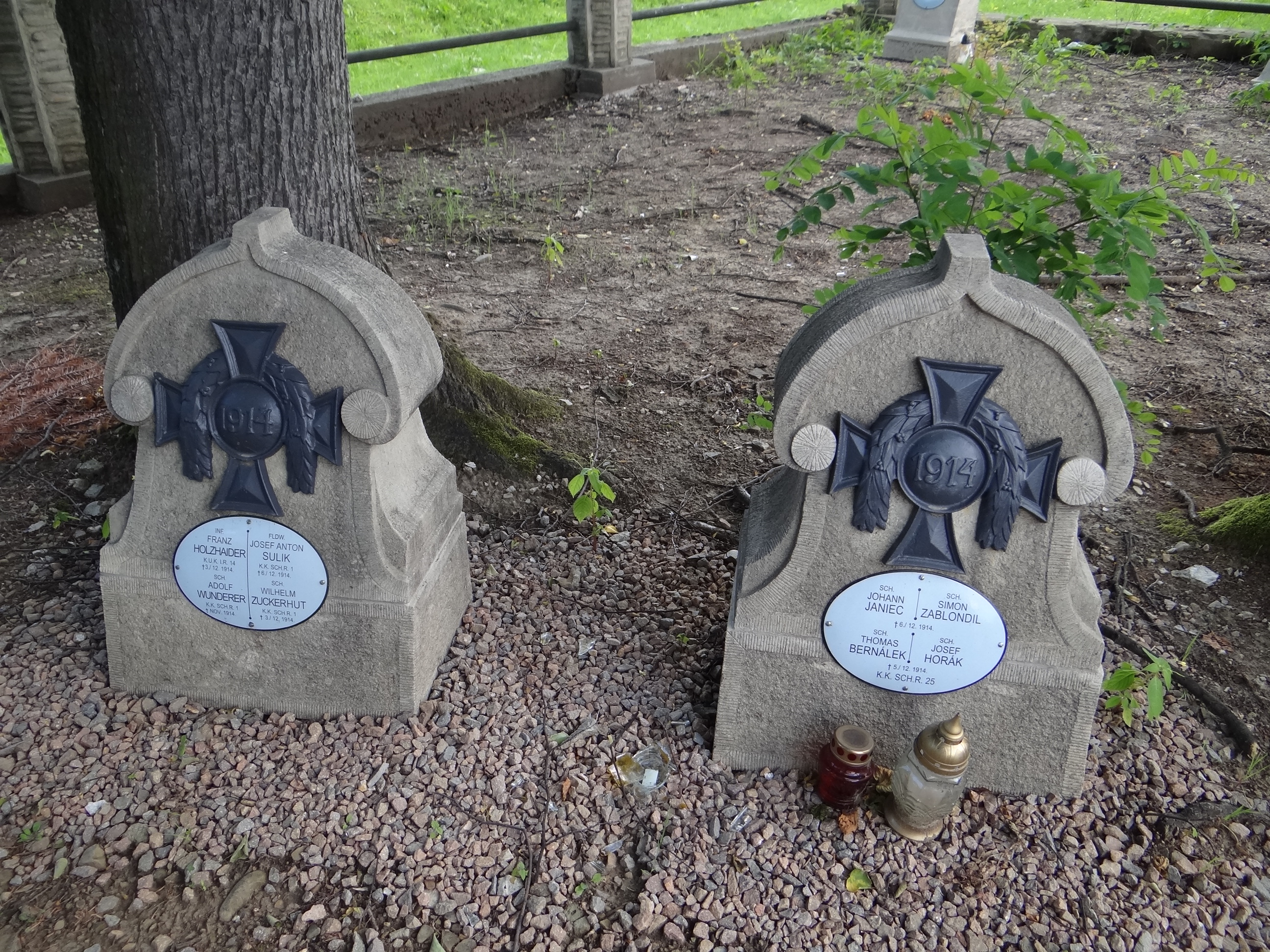
Nagrobki żołnierzy armii austro-węgierskiej

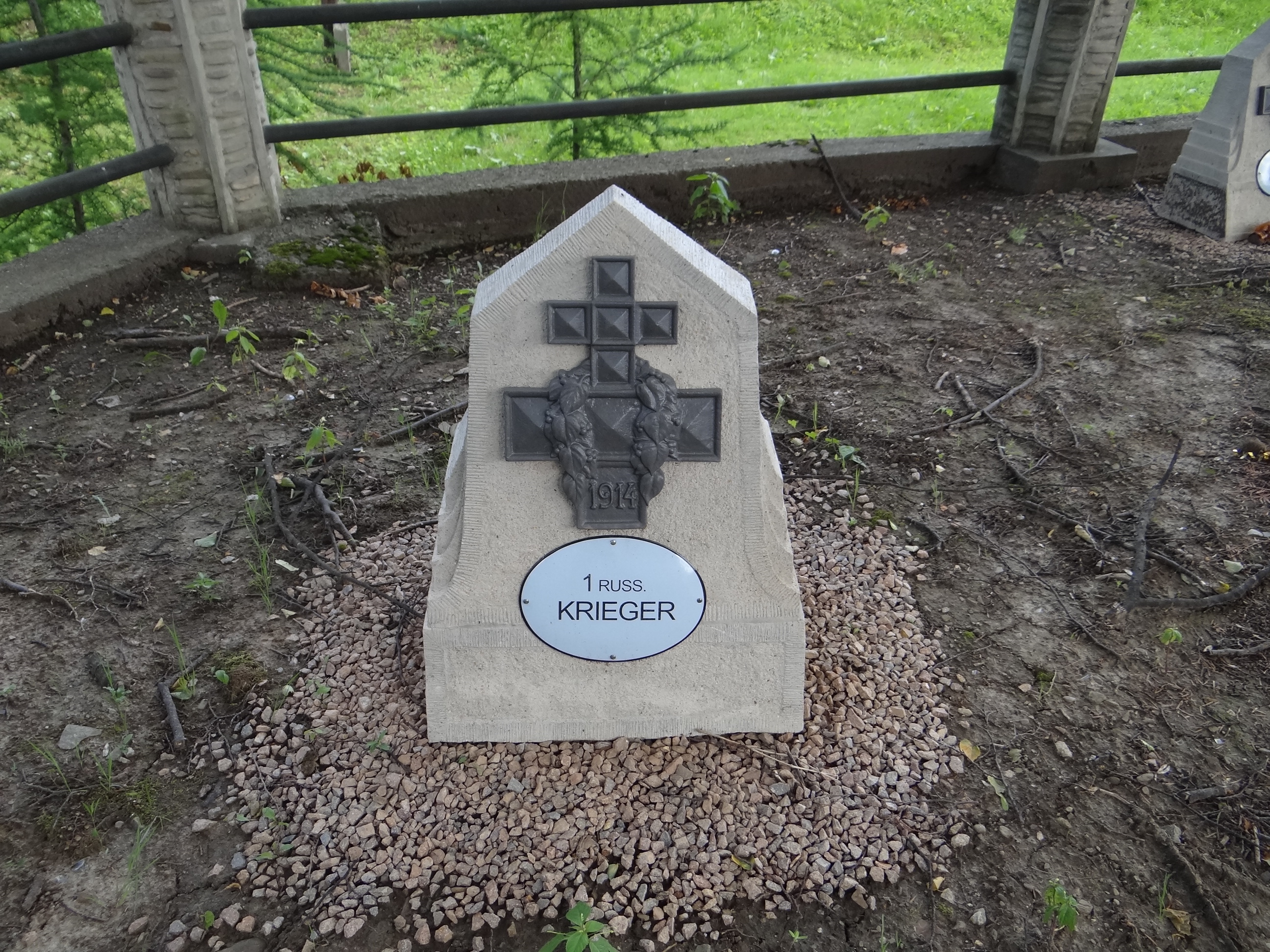
Nagrobek żołnierza armii rosyjskiej

## Historia
Pochowano na nim 22 żołnierzy austro-węgierskich oraz 13 żołnierzy rosyjskich, poległych w dniach 3–6 grudnia 1914 r., w walkach pod miejscowościami Góra Świętego Jana i Krzesławice w początkowej fazie operacji łapanowsko-limanowskiej. Była to dla Austriaków bitwa zwycięska, w jej wyniku front przesunął się dalej na wschód, i w 1915 Austriacy w przystąpili do budowy na odzyskanym terenie cmentarzy wojennych. Ten wybudowano na rozdrożu dróg, gdzie stała XIX-wieczna murowana kapliczka. Cmentarz zbudowali jeńcy włoscy według projektu Gustawa Ludwiga.

## Opis cmentarza
Jest to niewielki cmentarz znajdujący się w centrum miejscowości Szczyrzyc, przy skrzyżowaniu dróg do Jodłownika i Skrzydlnej. Głównym elementem dekoracyjnym jest kapliczka, która istniała tutaj jeszcze przed wybudowaniem cmentarza. Cmentarz jest ogrodzony, a wokół rosną stare lipy. Ogrodzenie tworzą betonowe słupki, pomiędzy którymi wstawiono trzy rzędy stalowych rur. Wewnątrz ogrodzenia znajdują się różne typy nagrobków z blaszanymi tabliczkami imiennymi i zwieńczone różnego typu żeliwnymi krzyżami.

## Losy cmentarza
Austriacy z ogromnym rozmachem zaplanowali i wykonali cmentarze wojenne. Według zamierzeń miały być one miejscem patriotycznych spotkań. Wykazali przy tym ogromny szacunek również dla wrogów, na jednym cmentarzu chowając żołnierzy obydwu walczących armii, i dla wszystkich wykonując równie reprezentacyjne nagrobki. Pierwotnie cmentarz miał nieco inny wygląd, z czasem ulegał jednak naturalnym procesom zniszczenia. Oryginalne ogrodzenie uległo zupełnemu zniszczeniu, zastąpiono je metalową siatką. Później cmentarz wyremontowano, na podstawie zachowanych planów odtwarzając jego pierwotny wygląd. Obecnie jest w bardzo dobrym stanie.